# Club Deportivo Universidad Nacional de Ucayali
El Club Deportivo Universidad Nacional de Ucayali es un club de fútbol del Perú, de la ciudad de Pucallpa en el Departamento de Ucayali. Fue fundado en 1990 y participa en la Copa Perú.

## Historia
La universidad fue creada en 1979 con el nombre Universidad Nacional de Pucallpa. Después, en 1983, esta casa de estudios cambió su nombre a Universidad Nacional de Ucayali. El club de fútbol fue fundado en 1990.
En la Copa Perú 2001, clasificó a la etapa nacional pero fue eliminado por Universidad César Vallejo en Trujillo.
En la Copa Perú 2007, clasificó nuevamente a la Etapa Nacional, pero fue eliminado por Deportivo Hospital de su misma ciudad.

## Entrenadores
- Jorge Terán (2009)
- Luis Pajuelo (2023)

## Uniforme

### Indumentaria y patrocinador
| Periodo         | Patrocinador |
| --------------- | ------------ |
| 2011            | Sedas        |
| 2011-Actualidad | Loma's       |

| Periodo         | Patrocinador                 |
| --------------- | ---------------------------- |
| 2011            | Multi Servicios San Antonio  |
| 2011-Actualidad | Gobierno Regional de Ucayali |

### Evolución del uniforme
| 1979-2009 Titular | 2010-2011 Titular | 2011 Titular |  |

## Palmarés
| Competición regional                      | Títulos           | Subcampeonatos    |
| ----------------------------------------- | ----------------- | ----------------- |
| Etapa Regional - Región III (3/0)         | 2001, 2007, 2011. |                   |
| Liga Departamental de Ucayali (2/3)       | 2001, 2007.       | 2005, 2011, 2016. |
| Liga Provincial de Coronel Portillo (3/1) | 2001, 2016, 2018. | 2011.             |
| Liga Distrital de Callería (2/3)          | 2001, 2023.       | 2011, 2016, 2018. |